# Morcott
Morcott est un village et une paroisse civile du Rutland, en Angleterre.